# Spațiu Hilbert
În analiza matematică, un spațiu Hilbert este un spațiu vectorial peste care s-a definit un produs exterior (un spațiu prehilbertian) și care este un spațiu metric complet în raport cu metrica indusă de produsul exterior.
O proprietate fundamentală a oricărui spațiu Hilbert este dată de teorema de reprezentare a lui Riesz: orice funcțională liniară și continuă {\displaystyle L:H\to \mathbb {K} } (unde H este spațiul Hilbert și {\displaystyle \mathbb {K} } este corpul peste care este construit - mulțimea numerelor reale sau mulțimea numerelor complexe) poate fi scrisă ca un produs exterior cu un vector fix, dependent de L: {\displaystyle \exists v_{L}\in H\,:\ \forall x\in H\ \langle v_{L},x\rangle =L(x)}
Pentru orice spațiu Banach, mulțimea funcționalelor liniare și continue este de asemenea un spațiu Banach, numit spațiul dual al spațiului Banach original. Pentru un spațiu Hilbert, teorema lui Riesz afirmă că spațiul său dual coincide (este izomorf cu el însuși). De aici afirmația că un spațiu Hilbert este un spațiu Banach autodual.